# Symplegma (mitología)
Symplegma hace referencia al caso de la estatuaria griega clásica, se aplica a los grupos escultóricos en los que se representa a figuras mitológicas como faunos, sátiros y hermafroditas. Ejemplo característico es el grupo escultórico denominado Symplegma de hermafrodita y sátiro, del siglo II a. C., que puede verse en el Museo de escultura de Dresde.